# PSR J0538+2817
PSR J0538+2817은 황소자리에 위치한 펄사이다. 
1996년에 발견되어, 초신성잔해인 SNR G180.8–02.2와 물리적으로 연결되어 있다는 사실에서 관심을 불러일으켰다.
PSR J0538+2817의 특징적인 나이는 61만 8천 년이라는 더 오래된 추정치를 제시한다. 
그러나 펄사의 적절한 움직임을 관찰하면 훨씬 젊은 결과를 얻을 수 있는데, 이는 펄사가 139밀리초에서 비교적 느린 속도로 회전하기 시작했다는 것을 의미한다.